# 柳田敏司
柳田 敏司（やなぎだ としじ、1926年4月4日 – 2011年8月17日）は、日本の考古学者。

## 経歴
大宮市生まれ。1947年埼玉師範学校本科卒業。1951年3月國學院大學文学部史学科を卒業。卒業論文は「武州大宮宿檢地の一考察」。中学校、高等学校の教員を経て、1956年7月、埼玉県教育局社会教育課文化財保護係に異動となり、以後、埼玉県の文化財保護行政に携わる。埼玉県庁で、文化財保護課長、埼玉県立博物館長などを歴任したのち、埼玉県文化財保護審議会委員、埼玉県考古学会長なども務める。2005年秋の叙勲で双光旭日章受章。